# Raffaelea montetyi
Raffaelea montetyi är en svampart som beskrevs av M. Morelet 1998. Raffaelea montetyi ingår i släktet Raffaelea och familjen Ophiostomataceae.   Inga underarter finns listade i Catalogue of Life.